# Rhododendron yakusimanum
Rhododendron yakusimanum är en ljungväxtart som beskrevs av Takenoshin Nakai. Rhododendron yakusimanum ingår i släktet rododendron, och familjen ljungväxter. Utöver nominatformen finns också underarten R. y. intermedium.